# إيمي إيفانز
إيمي إيفانز (بالإنجليزية: Amy Evans)‏ هي لاعبة الرغبي ‏ بريطانية، ولدت في 30 سبتمبر 1990 في أبردير ‏ في المملكة المتحدة.